# Вершинка
Верши́нка — річка у Києві, у місцевості Чоколівка, права притока Либеді.

## Опис
Протяжність річки — 2,2 км.

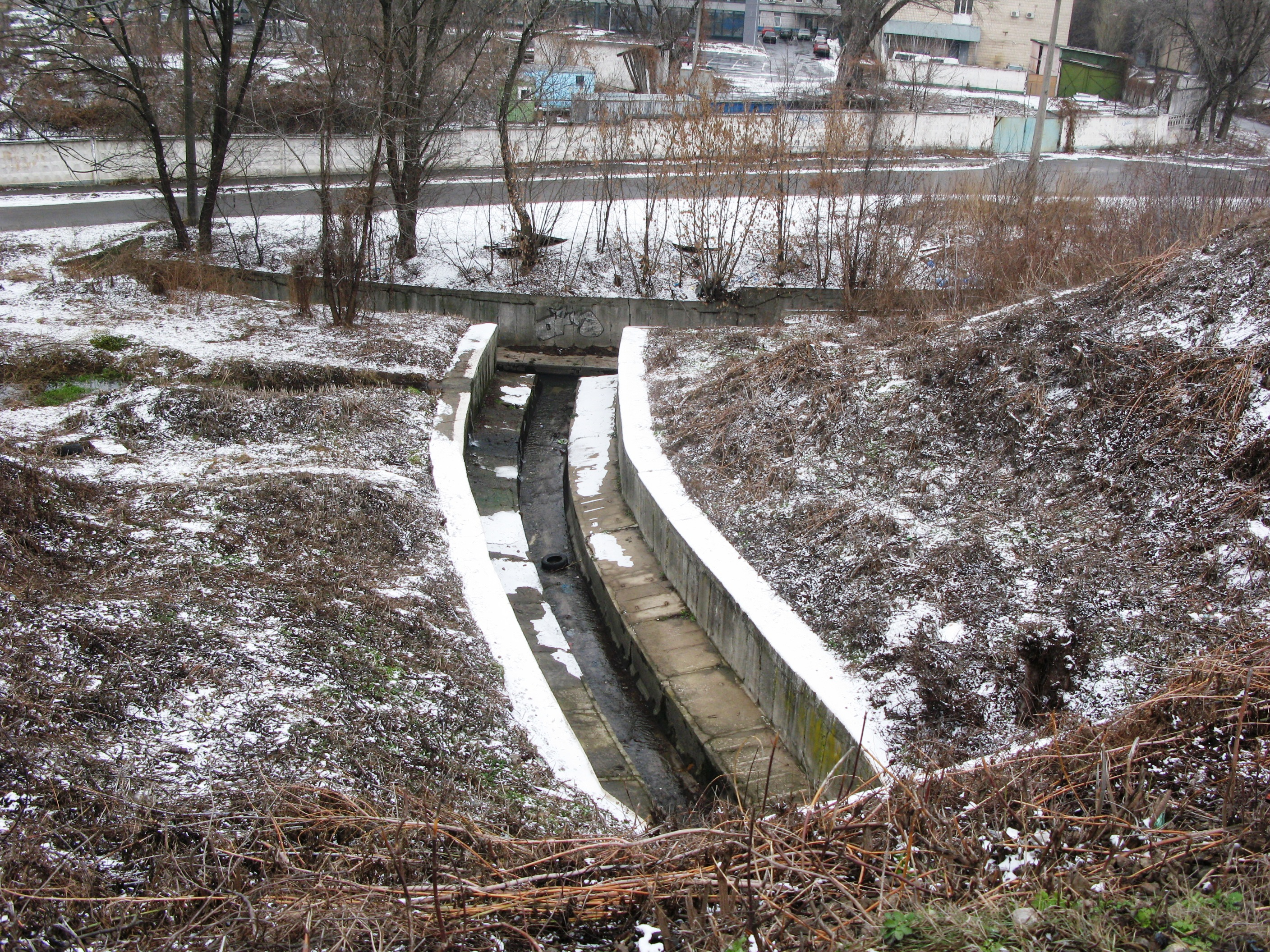
Гирлова ділянка Вершинки перед впадінням у Либідь. Річка встигає прийняти притоку (смужка води у лівій частині фото та струмінь, що падає зі стінки у річку)

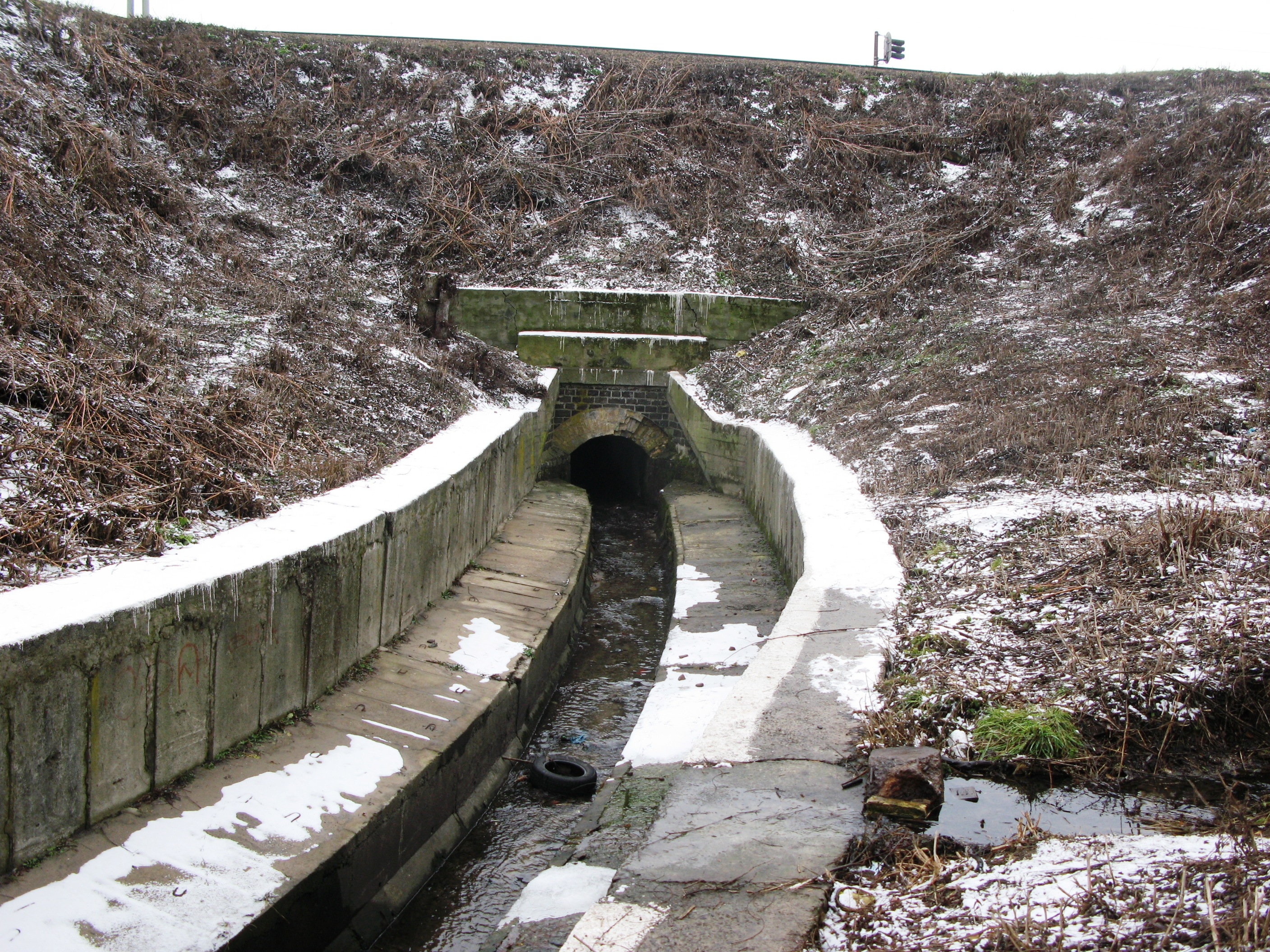
Вихід Вершинки на поверхню зі старовинної водопропускної труби під насипом залізниці. Струмок праворуч — притока Вершинки

Починається неподалік рогу вулиць Михайла Мішина та Волинської. Перші сотні метрів тече на захід, далі різко змінює напрям на північний. Виходить на денну поверхню поблизу будинку № 26 по вул. Ушинського. Протікає паралельно залізниці, спочатку частково у колекторі (здебільшого під станцією Караваєві Дачі — з початку 2000-х років). Після перетину шляхопроводу над залізничною платформою Караваєві Дачі виходить на денну поверхню, протікає вздовж колій і, повернувши на північ та перетнувши залізничні колії, впадає у Либідь. Впродовж останніх сотень метрів течії приймає 2 ліві притоки.
Остання притока, що впадає у Вершинку за 10 метрів до впадіння у Либідь, бере початок поблизу зупинного пункту Караваєві Дачі, тече весь час паралельно залізниці, у верхній течії може мати воду лише періодично, але останні 300—400 метрів має вигляд струмочка шириною до 1 метра (але найчастіше ширина не перевищує 0,5-0,7 м). Подекуди дещо розширюється, у одному місці над струмком навіть перекинуто кладку. Цікаво, що за 10 метрів до впадіння у Вершинку ширина струмка в одному місці зростає ледь не до 2-2,5 метрів і нагадує крихітне озерце, але перед впадінням у Вершинку ширина струмка знову не перевищує 0,5 м.

### Притоки
Річка Вершинка має три ліві притоки:
- Волочаївський струмок — ліва притока, яка вже згадується в офіційних джерелах. Детальніше див. у відповідній статті.

- Тихі Вершинки (притока Вершинки) — невеликий струмок, який частково тече в колекторі. Від району Караваєвих Дач струмок виходить на поверхню, після чого тече відкритим руслом у вузькому бетонному жолобі глибиною приблизно 30 см. Має слабке течія та впадає в річку Вершинку зліва.

- Балка Спутника (притока Вершинки) — починається неподалік від шиномонтажної станції, з джерела у вигляді невеликого ставочка. Далі струмок протікає болотистою місцевістю, утворюючи значну заболочену ділянку. Після перетину гаражного кооперативу річка переходить у колектор і впадає у Вершинку поблизу залізничних колій.